# Фторид никеля(IV)
Фторид никеля(IV) — неорганическое соединение, формально соль металла никеля и плавиковой кислоты с формулой NiF4, желтовато-коричневый порошок.

## Получение
- Реакцией гексафтороникелата(IV)калия с трифторидом бора в безводном фтороводороде.

- Реакция гексафторникелата(IV) пентафторксенона с фторидом мышьяка(V) с безводном фтороводороде.

## Химические свойства
Чрезвычайно сильный окислитель. Окислительные свойства усиливаются в присутствии кислот Льюиса в безводном фтороводороде. По окислительной силе сравним с дифторидом криптона. Может окислить пентафторид брома в катион гексафторброма(VII), гексафторплатинат(V) калия до фторида платины(VI).
Используется в неорганическом синтезе, как замена неустойчивому дифториду криптона, так как довольно легко синтезируется из доступного и устойчивого гексафторникелата(IV) калия.